# 亮银鮈
亮銀鮈（学名：Squalidus nitens）为輻鰭魚綱鯉形目鲤科銀鮈屬的鱼类。在中国，分布于长江水系中下游等，體長可達7公分。该物种的模式产地在上海。

## 扩展阅读
維基物種上的相關：亮銀鮈